# Marie-Christine Giuliani

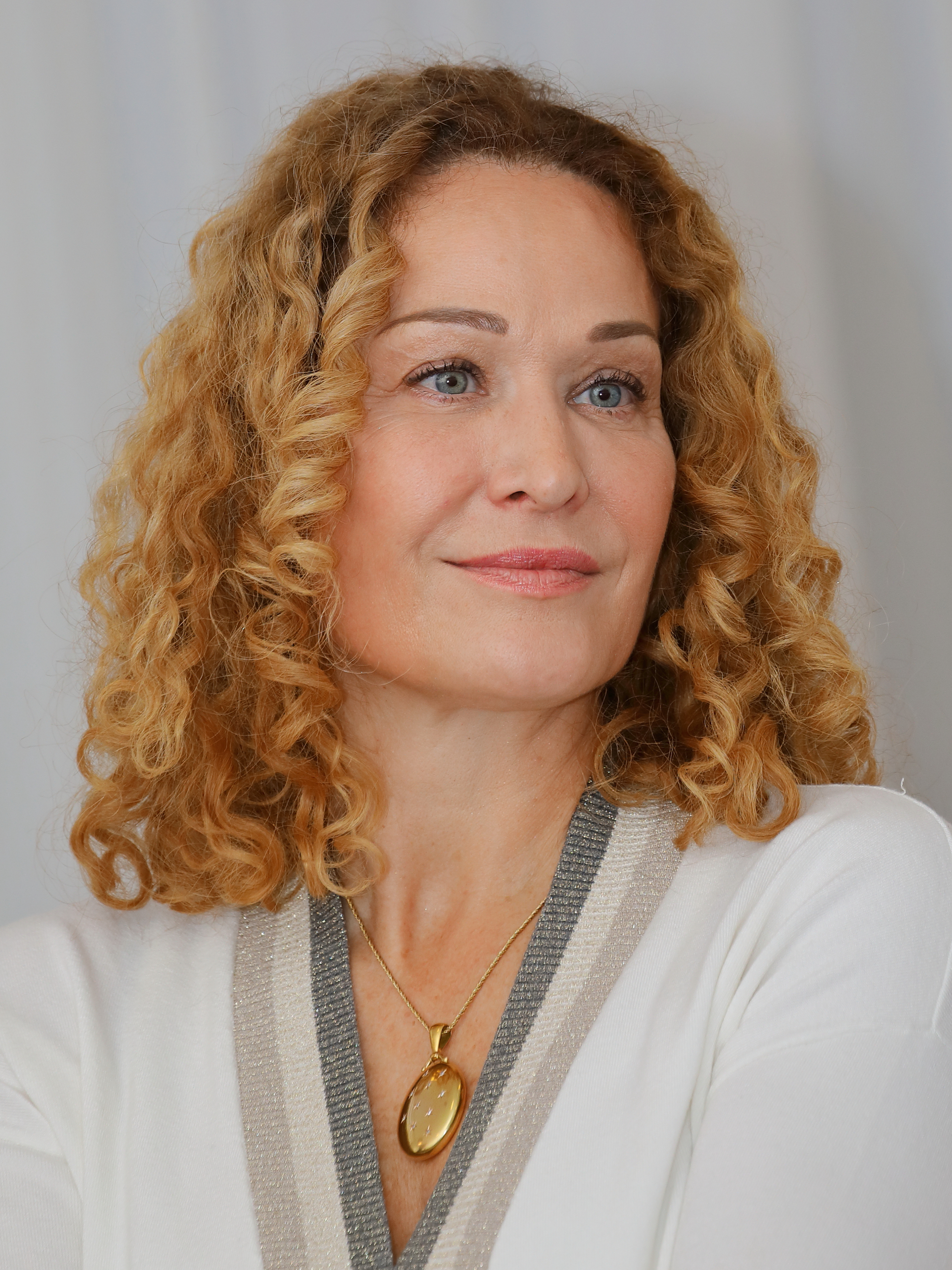
Marie Christine Giuliani (2019)

Marie-Christine Giuliani-Sterrer (* 26. Februar 1965 in Wien) ist eine österreichische Politikerin (FPÖ) und ehemalige Radio- und Fernsehmoderatorin (ORF). Seit 24. Oktober 2024 ist Giuliani Abgeordnete zum österreichischen Nationalrat.

## Ausbildung und Karriere
Nach dem Besuch der AHS in Wien, die sie mit Matura abschloss, begann Marie-Christine Giuliani ein Sprachstudium an der Universität Wien.
Mit 19 Jahren begann sie beim ORF zu arbeiten, vorerst als  Radio-Moderatorin auf Ö3 (z. B. „Austroparade“, „Ö3-Wecker“). Anschließend wechselte sie zum Fernsehen. Sie sagte Sendungen wie „Wer bietet mehr“, „Wurlitzer“, „Millionenrad“, die  TV-Shows „Jackpot“, „Herzklopfen“, „6 aus 45“ und auch das Fernsehprogramm an. Abwechselnd mit Dorian Steidl präsentierte sie ab April 1999 jeden zweiten Samstag die Gameshow „Bingo“. 2002 moderierte sie gemeinsam mit Linda de Mol die Spieleshow Domino Day.
Nach einem Aufbaustudium ist sie als Psychotherapeutin tätig.
Seit 2021 moderiert Marie-Christine Giuliani in Produktionen von FPÖ-TV. Für die Nationalratswahl 2024 wurde sie auf Platz 14 der FPÖ-Bundesliste gereiht und ist seit Oktober 2024 Abgeordnete zum Österreichischen Nationalrat.

## Privates
Marie-Christine Giuliani war bis 2012 mit dem Werbeunternehmer Michael Kapfer verheiratet und ist seit 3. Februar 2000 Mutter eines Sohnes. Sie lebte 14 Jahre in Korneuburg und ist seit 2012 in Wien ansässig.

## Auszeichnungen
1995: Romy als beliebteste Fernsehansagerin